# 아사히촌 (시가현 간자키군)
아사히촌(旭村)은 시가현 간자키군에 설치되었던 촌이다. 현재의 히가시오미시 북서부에 해당한다.

## 역사
- 1889년 4월 1일 - 정촌제 시행으로 히가시고카쇼촌(東五個荘村) 발족.
- 1890년 3월 15일 - 히가시고카쇼촌이 아사히촌(旭村)으로 개칭.
- 1955년1월 1일 - 미나미고카쇼촌, 기타고카쇼촌과 가모군 아즈치정의 일부를 합병하여 고카쇼정 발족. 아사히촌 폐지.